# Psammophorura
Psammophorura är ett släkte av urinsekter. Psammophorura ingår i familjen blekhoppstjärtar.
Släktet innehåller bara arten Psammophorura gedanica.